# Izdelava spletnih strani
Izdelava spletnih strani je postopek v katerem programer izdela spletno stran ali spletno trgovino. V proces izdelava spletni strani sodi načrt, oblikovanje dizajna spletne strani, priprava navigacije spletne strani, razrez dizajna spletne strani in integracija dizajna v (CMS), zelo pomembna je tudi priprava spletnega gradiva, priprava spletnih vsebin,.... Pravilna priprava in pravilen vnos materialov v spletne strani je zalo pomemben element optimizacije spletnih strani, kar pomeni visoka umestitev vaše spletne strani ali spletne trgovine v spletnih iskalnikih. Če želimo, da spletna stran po izdelavi postane donosna, potem vsaka spletna stran potrebuje obisk, Obisk spletne strani se lahko generira na več načinov. S pomočjo promocije spletne trani preko družbenih omrežij, Linkedin, Facebook, Pintarest, Instagram,..., preko promocije preko emailov, preko oglaševanja na spletnih medijih in klasičnih medijih, vendar je v večini svetovnih držav glavni vir obiska Google spletni iskalnik. Večina ljudi v svetu uporablja Google kot vir informacij o izdelkih in storitvah, kar pomeni, da bo uporabnik spletnega iskalnika Google in tudi drugih spletnih iskalnikov v iskalnik vtipkal določen iskalni pojm ali ključno besedo, Google bo vrnil rezultate iskanja, kot naslove z opisi, ki vsebujejo povezave do spletnih strani, ki se navezujejo na iskalno poizvedbo, ki jo je uporabnik vpisal v Google. Uporabniki spletnih iskalnikov, preskenirajo rezultate, ki jih je podal spletni iskalnik in kliknejo na povezave do tistih spletnih strani, ki so jih prepričale, da vsebujejo dobre informacije. Večina ljudi klikne samo na rezultate, ki so predstavljeni na prvi strani rezultatov iskanja, kar pomeni, če vaša spletna stran po izdelavi ni na prvi strani spletnih iskalnikov je kupci ne bodo našli. Načina kako prodreti na prvo stran spletnih iskalnikov sta dva. Lahko se odločite za plačljive rezultate, kar pomeni, da zakupite besede, ob katerih se na spletnih iskalnikih pojavi povezava do vaše spletne strani, veliko bolj ugodno pa je, da poskrbite da bo izdelava spletne strani in izdelava spletne trgovine vsebovala  SEO optimizacijo spletne strani, kar pomeni, da se bo spletna stran po izdelavi nahajala na visokih pozicijah med organskimi ali neplačljivimi razultati na spletnem iskalniku Google in na ostalih spletnih iskalnikih.